# La Roussière
La Roussière és un municipi francès situat al departament de l'Eure i a la regió de Normandia. L'any 2007 tenia 199 habitants.

## Demografia

### Població
El 2007 la població de fet de La Roussière era de 199 persones. Hi havia 75 famílies de les quals 19 eren unipersonals (15 homes vivint sols i 4 dones vivint soles), 30 parelles sense fills, 22 parelles amb fills i 4 famílies monoparentals amb fills.
La població ha evolucionat segons el següent gràfic:
Habitants censats

### Habitatges
El 2007 hi havia 147 habitatges, 77 eren l'habitatge principal de la família, 64 eren segones residències i 6 estaven desocupats. 146 eren cases i 1 era un apartament. Dels 77 habitatges principals, 62 estaven ocupats pels seus propietaris, 12 estaven llogats i ocupats pels llogaters i 3 estaven cedits a títol gratuït; 3 tenien dues cambres, 11 en tenien tres, 19 en tenien quatre i 45 en tenien cinc o més. 57 habitatges disposaven pel capbaix d'una plaça de pàrquing. A 37 habitatges hi havia un automòbil i a 34 n'hi havia dos o més.

### Piràmide de població
La piràmide de població per edats i sexe el 2009 era:
| Homes | Edats   | Dones |
| ----- | ------- | ----- |
| 0     | 95 o +  | 0     |
| 0     | 90 a 94 | 0     |
| 0     | 85 a 89 | 0     |
| 0     | 80 a 84 | 0     |
| 0     | 75 a 79 | 4     |
| 12    | 70 a 74 | 8     |
| 8     | 65 a 69 | 8     |
| 8     | 60 a 64 | 0     |
| 0     | 55 a 59 | 4     |
| 4     | 50 a 54 | 8     |
| 4     | 45 a 49 | 4     |
| 4     | 40 a 44 | 8     |
| 16    | 35 a 39 | 12    |
| 8     | 30 a 34 | 12    |
| 8     | 25 a 29 | 8     |
| 4     | 20 a 24 | 0     |
| 8     | 15 a 19 | 0     |
| 12    | 10 a 14 | 0     |
| 8     | 5 a 9   | 4     |
| 8     | 0 a 4   | 8     |

## Economia
El 2007 la població en edat de treballar era de 120 persones, 92 eren actives i 28 eren inactives. De les 92 persones actives 84 estaven ocupades (45 homes i 39 dones) i 8 estaven aturades (5 homes i 3 dones). De les 28 persones inactives 9 estaven jubilades, 8 estaven estudiant i 11 estaven classificades com a «altres inactius».

### Ingressos
El 2009 a La Roussière hi havia 82 unitats fiscals que integraven 216,5 persones, la mediana anual d'ingressos fiscals per persona era de 14.859 €.

### Activitats econòmiques
Dels 7 establiments que hi havia el 2007, 1 era d'una empresa de fabricació d'altres productes industrials, 3 d'empreses de construcció, 2 d'empreses de comerç i reparació d'automòbils i 1 d'una empresa immobiliària.
Dels 5 establiments de servei als particulars que hi havia el 2009, 1 era un taller de reparació d'automòbils i de material agrícola, 2 paletes, 1 lampisteria i 1 agència immobiliària.
L'any 2000 a La Roussière hi havia 22 explotacions agrícoles que ocupaven un total de 1.416 hectàrees.

## Poblacions més properes
El següent diagrama mostra les poblacions més properes.